# Bernard Chidzero
 (décembre 2008).
Si vous disposez d'ouvrages ou d'articles de référence ou si vous connaissez des sites web de qualité traitant du thème abordé ici, merci de compléter l'article en donnant les références utiles à sa vérifiabilité et en les liant à la section « Notes et références ».
Bernard Thomas Chidzero, né le 1er juillet 1927 à Salisbury au Zimbabwe, est un homme politique zimbabwéen.
Né dans une famille pauvre, il fut d'abord gardien de chèvre. N'étant jamais allé à l'école, il s'est instruit de manière autodidacte.
Il devint ministre des finances du Zimbabwe pendant les premières années de la dictature du président autoproclamé, Robert Mugabe. Il reste connu pour l'aide apportée à l'émancipation économique du peuple africain.
Il eut avec sa femme Micheline (canadienne) quatre enfants : Michel, Anne-Marie, David et Bernard.
Il meurt le 8 août 2002.